# La Marne

Localització de La Marne

La Marne (en bretó Maeron, en gal·ló La Marnn) és un municipi francès, situat a la regió de país del Loira, al departament de Loira Atlàntic, que històricament ha format part de la Bretanya. L'any 2006 tenia 1.328 habitants. Limita amb els municipis de Saint-Philbert-de-Grand-Lieu, Machecoul, Paulx, Saint-Etienne-de-Mer-Morte i La Limouzinière.

## Demografia
| 1962                                       | 1968 | 1975 | 1982 | 1990 | 1999 |
| ------------------------------------------ | ---- | ---- | ---- | ---- | ---- |
| 782                                        | 788  | 764  | 798  | 835  | 916  |
| Des de 1962: població sense dobles comptes |      |      |      |      |      |

## Administració
| Període   | Identitat           | Partit |
| --------- | ------------------- | ------ |
| 1953-2001 | Robert Girard       |        |
| 2001-2008 | Albert Guitteny     |        |
| 2008-     | Christophe Chauloux |        |